# Marcel Correia
Marcel Correia (Kaiserslautern, 16 maggio 1989) è un ex calciatore portoghese, di ruolo difensore.

## Carriera
Con l'Eintracht Braunschweig ha ottenuto la promozione in Bundesliga nel 2013, esordendo quindi in prima divisione nella stagione seguente.

## Palmarès

### Club

#### Competizioni nazionali
- Campionato tedesco di seconda divisione: 1

Kaiserslautern: 2009-2010
- 3. Liga: 1

Elversberg: 2022-2023